# Chocósnårsparv
Chocósnårsparv (Atlapetes crassus) är en fågel i familjen amerikanska sparvar inom ordningen tättingar.

## Utbredning och systematik
Chocósnårsparven förekommer i västra Anderna i Colombia (söderut från Antioquia) och västra Ecuador (från Esmeraldas till Pichincha och västra Cotopaxi samt i Azuay, El Oro och Loja). Den betraktades tidigare ofta som en underart till trefärgad snårsparv (A. tricolor).

## Status och hot
Arten har ett stort utbredningsområde, men tros minska i antal, dock inte tillräckligt kraftigt för att den ska betraktas som hotad. Internationella naturvårdsunionen IUCN listar arten som livskraftig (LC).

## Namn
Chocó är ett departement i nordvästra Colombia.